# Lestelle-de-Saint-Martory
 Lestelle-de-Saint-Martory  es una población y comuna francesa, en la región de Mediodía-Pirineos, departamento de Alto Garona, en el distrito de Saint-Gaudens y cantón de Saint-Martory.

## Demografía
| 637 | 634 | 716 | 833 | 763 | 773 | 780 | 757 | 768 | 680 | 664 | 665 | 589 | 577 | 572 | 556 | 516 | 500 | 485 | 484 | 530 | 416 | 415 | 410 | 396 | 418 | 425 | 437 | 417 | 394 | 388 | 356 | 378 |
| Para los censos de 1962 a 1999 la población legal corresponde a la población sin duplicidades (Fuente: INSEE [Consultar]) |     |     |     |     |     |     |     |     |     |     |     |     |     |     |     |     |     |     |     |     |     |     |     |     |     |     |     |     |     |     |     |     |